# Анналы Какчикелей
«Анналы какчикелей» (Anales de los cakchiqueles), называемые также «Летописью какчикелей», «Мемориалом из Солола» («Memorial de Solola») или «Мемориалом из Текпан Атитлан» («Memorial de Tecpan Atitlan») — памятник литературы какчикелей (народ, относящийся к группе горных майя) XVI века. Название условное, дано французским исследователем XIX века Ш. Э. Брассером де Бурбуром, в оригинале текст не имеет названия.

## История рукописи
Текст, называемый «Летописью какчикелей», содержится в рукописи «Мемориал из Текпан-Атитлан (Солола)», состоящей в целом из 48 листов длиной 28 см и хранящейся в библиотеке Пенсильванского университета (Pennsilvania University Museum Library Locked Cases, No 498.21 CAr15b). По объективным данным (бумага, палеографические особенности текста) манускрипт относится ко второй половине XVII века, хотя последняя содержащаяся в нём дата — 1620 год. Рукопись была обнаружена в 1844 году гватемальским исследователем старины доном Хуаном Гаваррете при разборе архива монастыря Святого Франциска в Гватемале, производившегося по поручению архиепископа Гватемалы дона Франсиско Гарсиа Пелаэса. В 1855 г. Х.Гаваррете показал рукопись известному исследователю доколумбовых культур французскому аббату Шарлю Этьену Брассеру де Бурбуру, который позаимствовал её для осуществления полного перевода. Однако, после завершения работы над переводом Ш. Э. Брассер де Бурбур не вернул манускрипт Гаваррете, а увез его в 1857 г. с собой в Европу, и он находился с ним до смерти, последовавшей в 1874 г. в Ницце. Вместе с остальной библиотекой аббата рукопись из Солола оказалась в собственности известного этнографа Альфонса-Луи Пинара, у которого в 1884 г. её приобрел американский этнограф Дэниел Гаррисон Бринтон, в октябре 1899 г., за несколько месяцев до смерти, передавший манускрипт в составе своей обширной коллекции книг и рукописей библиотеке Музея Пенсильванского Университета. Факсимильное воспроизведение текста рукописи осуществлено в 1952 г. Эрнстом Менгином и в 1999 г. Хезер Абдельнур.

### Авторство
«Анналы какчикелей» — авторское произведение. Автором первой части «Летописи какчикелей» считается Франсиско Эрнандес Арана Шахил (Francisco Hernandes Arana Xahil). Впрочем, по всей видимости, часть «Анналов», повествующую о событиях до 1557/1560 года, он записал со слов своего отца, умершего в 1561 году. Тот родился между 1502 и 1505 годами. По сообщению «Летописи» он был старшим внуком какчикельского правителя (ах-по-шахила) Хун-Ик’а, участвовал в походах совместно с испанцами против киче в 1524 г., а затем в войне какчикелей против конкистадоров в 1524—1530 гг. Из текста следует, что он (или его сын) вероятно сотрудничал с доминиканской миссией, начавшей проповедь среди какчикелей в 1542 году, и возможно даже принимал какое-то участие в подготовке Катехизиса на языке какчикель (по крайней мере, этот вопрос его занимает). В целом текст характеризует автора как вполне искреннего, хоть и несколько простодушного последователя христианства. В ходе мероприятий по укрупнению индейских поселений в 1547 г. Франсиско Эрнандес, как и прочие члены рода Шахилов, был поселен вместе с ц’утухилями в селении Солола (Текпан-Атитлан) к северу от озера Атитлан. В дальнейшем Франсиско Эрнандес Арана был алькальдом (старостой) селения Санта-Мария-Текпан-Атитлан в 1559, 1560, 1562 и 1569 годах. Умер он около 1581 или 1582 года.
В заключительной части «Летописи» во многих местах в первом лице упоминается Франсиско Диас Шебута или К’ебута [Francisco Diaz Gebuta]. Он, по всей видимости, и написал часть, рассказывающую о событиях 1582—1604 годов.

### Цель написания
К раннеколониальным временам относится достаточно большое количество составленных индейцами документов, содержащих исторические предания, так называемых «титуло» (titulo) и «пробансас» (probanzas). Они преследовали достаточно утилитарные цели: доказать знатность тех или иных лиц и их право на определенные привилегии (постоянно сокращавшиеся), которые испанцы предоставляли так называемым «касикам», либо обосновать права определенных индейских родов и общин на те или иные земли.
Однако «Анналы», особенно их первая часть, весьма отличается от обычных «титуло» и «пробансас». Из их содержания следует, что документ вовсе не предназначался колониальным властям. Его адресат — дети автора, к которым со словами «О дети мои!» он обращается 51 раз. Цель своего труда Франсиско Эрнандес Арана Шахил неоднократно и достаточно четко формулирует в самом сочинении: «И вы не забывайте рассказа о наших старейшинах, о наших предках» (§ 5), «Не ради похвал самим себе да не прекратятся эти слова, но только чтобы запомнить и не забыть ничего, что мы прошли в многочисленных местностях» (§ 20), «Мы не должны забывать слова этих владык» (§ 29). Автор стремится не к личным выгодам, его задача благородна и возвышенна — сохранение исторической памяти своего народа.

## Содержание
По содержанию «Анналы какчикелей», в части, написанной Франсиско Эрнандесом Арана, делятся на несколько разделов:
- Первый, мифологический (параграфы 1-47) повествует о легендарной прародине Туллан, о создании человека, о наставлениях, полученных предками какчикелей в Туллане и об их походе из Туллана в горную Гватемалу. Содержание этого раздела весьма близко к содержанию третьей части эпоса киче «Пополь-Вух».
- Второй, легендарно-исторический (48-78) повествует главным образом о деяниях двух пар полулегендарных предков рода Шахила — Кай-Ноха и Кай-Баца и Хун-Тоха и Вуку-Баца.
- Третий раздел посвящён истории какчикелей с момента их отделения от киче и до появления испанцев (параграфы 79-143). При этом, начиная с параграфа 91 автор излагает датированные события в их хронологической последовательности. Эту часть «Анналов» известный гватемальский писатель Мануэль Галич весьма обоснованно характеризует как «детально точный, подлинно исторический, правдивый рассказ о бурных перипетиях жизни какчикелей вплоть до самой конкисты»[2].
- Четвёртый раздел (параграфы 144—174) рассказывает о драматических событиях испанского завоевания.
- Наконец, пятый раздел (параграфы 175—183) освещает события жизни раннеколониальной Гватемалы.

После параграфа 183 (события 1557 г.) стиль текста резко меняется, что указывает, по всей вероятности, на смену автора. Отсюда и до конца «Анналы какчикелей» представляют собой семейную, по преимуществу, хронику, фиксирующую рождения, свадьбы, смерти, в лучшем случае — выборы должностных лиц в селении.

## Стилистические особенности
«Анналы какчикелей» написаны ясным (насколько мы вообще можем понять текст на языке какчикель середины XVI века), четким, ёмким языком. Автор кажется внешне бесстрастным, он ничего не оправдывает и не приукрашивает, жестокость он описывает как жестокость, алчность — как алчность, подлость — как подлость. Но именно благодаря этому его повествование во многих случаях (битва с киче при Ишимче, восстание тукуче, гибель правителя акахалей Ич’ала, оспа, вымогательства П. де Альварадо) достигает высокой степени драматизма. Один из лучших знатоков литературы гватемальских индейцев Монро Эдмонсон пишет: «Летопись представляет собой настоящую хронику, несравненно более историчную, чем какой-либо другой из источников. С одной стороны, она отражает явный интерес к хронологии, тщательно датируя все события с 1493 года, а с другой, её авторы обладают определенным талантом в даче характеристик и в повествовании, что весьма обогащает их сообщения… Она представляет собой хорошую историю и в некоторых местах даже хорошую литературу, и как воспоминания об упадке и падении второго какчикельского /царского/ рода, записанные одним из его принцев … достигает также определенного драматизма как личный документ…».

## Переводы
«Анналы какчикелей» переведены на французский (1856 и 1918), испанский (1873—1874, 1936, 1937, 1950, 1999 гг.), английский (1885, 1953, 2006 гг.) и русский (2009) языки.

### Тексты переводов на иностранных языках
- Manuscrit cakchiquel: Memorial de Tecpan-Atitlan, Solola, histoire des deux familles royales du royaume des Cakchiquels d’Iximche ou Guatemala, redige en langue cackchiquele …, texte cakchiquel et essai de traduction francaise en regard faite a Rabinal par Brasseur de Bourbourg // не опубликован, хранится в библиотеке музея Пенсильванского Университета, Pennsilvania University Museum Library Brinton Collection, No 498.21 CAr15a.
- Memorial de Tecpan-Atitlan, escrito por Don Francisco Hernandes Arana Xahila y continuado por Don Francisco Dias Xebuta Queh. Guatemala, 1873—1874.
- Villacorta C.J.A. Memorial de Tecpan-Atitlan. Anales de los Cakchiqueles. Guatemala, 1936.
- Anales de los Xahil de los indios cakchiqueles. Guatemala, 1937.
- Recinos A. Memorial de Solola. Anales de los Cakchiqueles. Titulo de los senores de Totonicapan. Guatemala, 1950.
- Brinton D.G. Annals of Caqchiquels. The Original text with a Translation, Notes and Introduction by Daniel G. Brinton Library Of * Aboriginal American Literature. No. VI. Philadelphia, 1885.
- Recinos, A. and D. Goetz. The Annals of the Cakchiquels. Norman,1953.
- Maxwell J.M., Hill R.M. Kaqchikel Chronicles. The Definitive Edition. Austin, University of Texas Press, 2006.

### Текст перевода на русский язык
- Талах В.Н., Куприенко С.А. Америка первоначальная. Источники по истории майя, науа (астеков) и инков / Ред. В. Н. Талах, С. А. Куприенко.. — Киев: Видавець Купрієнко С.А., 2013. — 370 с. — ISBN 978-617-7085-00-2.

- «Летопись какчикелей», перевод и комментарии В.Н. Талах, 2009